# Market Square Massacre
Market Square Massacre est un DVD Live du groupe de heavy metal finlandais Lordi, sorti en 2006. Il contient le concert spécial de la place du marché d'Helsinki le 26 mai 2006, des extraits de l'Eurovision 2006 ainsi qu'un documentaire "Hello Athens", des vidéos et le making-of du film "The Kin".

## Live At Helsinki Market Square
1. "Bringing Back The Balls To Rock"

2. "Devil Is A Loser"

3. "Blood Red Sandman"

4. "It Snow's In Hell"

5. "Would You Love A Monsterman?"

6. "Hard Rock Halleluja"

## Eurovision
1. "Eurovision specials - Live At The Finnish Seminal:"

"- Hard Rock Halleluja"

"- Bringing Back The Balls To Rock"

2. "Live At The Finnish Seminal : Hard Rock Halleluja"

3. "Hello Athens Documentaires"

## Videos
1. "Would You Love A Monsterman? (Réédité en 2006)"

2. "Who's Your Daddy?"

3. "Hard Rock Halleluja"

4. "Blood Red Sandman"

5. "Devil Is A Loser"

## The Kin Movie
1. "The Movie"

2. "Making Of "The Kin""

3. "Storyboard"

4. "Gallery"